# Europawahl in Deutschland 2019
- PARTEI: 2
- Linke: 5
- Tierschutz: 1
- SPD: 16
- Grüne: 21
- Piraten: 1
- Volt: 1
- ÖDP: 1
- FDP: 5
- FW: 2
- Familie: 1
- CDU: 23
- CSU: 6
- AfD: 11

- GUE/NGL: 6
- S&D: 16
- G/EFA: 25
- RE: 7
- EVP: 29
- EKR: 1
- ID: 11
- NI: 1

Die Europawahl in Deutschland 2019 war die neunte Direktwahl zum Europäischen Parlament in Deutschland. Als Teil der EU-weiten Europawahl 2019 fand sie am 26. Mai 2019 statt.
In Deutschland wurden 96 Europaabgeordnete gewählt; dies entsprach der nach dem Vertrag von Lissabon möglichen Höchstzahl von Mandaten für einen Mitgliedstaat der Europäischen Union.
Parallel zur Europawahl fanden weitere Wahlen auf Landes- und Kommunalebene statt.

## Wahltermin
Der Wahltermin musste nach Artikel 10 und 11 Direktwahlakt fünf Jahre nach der vorangehenden Europawahl in einem Zeitraum zwischen Donnerstag und Sonntag liegen. Den genauen Termin musste der Rat mindestens ein Jahr vor dem vorgesehenen Termin festlegen. Jeder Mitgliedstaat der Europäischen Union konnte innerhalb dieses Zeitraums selbst festlegen, wann in seinem Land die Wahllokale geöffnet sind. In Deutschland ist dies in der Regel ein Sonntag.
Parallel zur Europawahl fand im Land Bremen die Bürgerschaftswahl statt. Dazu kamen in mehreren Ländern der Bundesrepublik Wahlen auf kommunaler Ebene, nämlich die Hamburger Bezirksversammlungswahlen 2019 sowie Kommunalwahlen in Baden-Württemberg, Brandenburg, Mecklenburg-Vorpommern, Rheinland-Pfalz, Sachsen, Sachsen-Anhalt, Thüringen und im Saarland.

## Wahlrecht
Deutsche Rechtsgrundlagen für die Europawahl sind das Europawahlgesetz (EuWG) – das in vielen Bereichen auf das Bundeswahlgesetz (BWG) verweist –, die Europawahlordnung (EuWO), das Wahlstatistikgesetz (WStatG) und das Europaabgeordnetengesetz (EuAbgG). Die Wahl ist eine Verhältniswahl, das heißt, jede Partei bekommt Sitze entsprechend ihrem Anteil an den bundesweit abgegebenen gültigen Stimmen zugeteilt. Die Sitzverteilung erfolgt nach dem Sainte-Laguë/Schepers-Verfahren.
Die meisten Parteien treten mit bundesweiten Wahllisten an, sie können aber auch mit Landeslisten antreten, wie dies traditionell CDU und CSU machen. Die Wahllisten sind geschlossen; das heißt, die auf die Wahlvorschläge entfallenden Sitze werden genau in der auf der Liste festgelegten Reihenfolge besetzt. Es kann eine Stimme vergeben werden, mit der die bevorzugte Liste gewählt wird.

### Aktives und passives Wahlrecht
Aktiv wahlberechtigt ist in Deutschland, wer am Wahltag mindestens 18 Jahre alt ist und
- Deutscher im Sinne des Artikels 116 Absatz 1 des Grundgesetzes ist und seit mindestens drei Monaten seine Wohnung oder sonstigen gewöhnlichen Aufenthalt in der Europäischen Union hat oder gemäß § 12 Absatz 2 des Bundeswahlgesetzes als Auslandsdeutscher wahlberechtigt ist oder
- als nichtdeutscher Unionsbürger seit mindestens drei Monaten seine Wohnung oder sonstigen gewöhnlichen Aufenthalt in Deutschland hat.

Kein Wahlrecht besteht, wenn dieses durch richterliches Urteil entzogen wurde. Bei Betreuung in allen Angelegenheiten und bei Unterbringung in der Psychiatrie wegen einer im schuldunfähigen Zustand begangenen Straftat ist im Gesetz ebenfalls ein Wahlrechtsausschluss festgelegt; der identische Wahlrechtsausschluss im Bundeswahlgesetz wurde aber vom Bundesverfassungsgericht im Februar 2019 für verfassungswidrig erklärt. Nach einem Urteil des Bundesverfassungsgerichts vom 15. April 2019 sind diese beiden Ausschlussgründe nicht anzuwenden bei Anträgen auf Eintragung ins Wählerverzeichnis (bis zum 21. Tag vor der Wahl möglich) und bei Einsprüchen gegen das Wählerverzeichnis während der Einsichtsfrist (20. bis 16. Tag vor der Wahl).
Im EU-Ausland lebende Deutsche und EU-Ausländer, die in Deutschland leben, müssen entscheiden, ob sie in ihrem Heimatland oder im Land, in dem sie wohnen, wählen wollen. Sie werden in Deutschland nur auf Antrag ins Wählerverzeichnis aufgenommen. Ein solcher Antrag ist nicht erforderlich, wenn ein EU-Ausländer bereits bei einer vorherigen Europawahl in Deutschland ins Wählerverzeichnis aufgenommen wurde und nicht zwischenzeitlich ins Ausland fortgezogen ist. Doppelte Stimmabgabe durch Personen mit Staatsbürgerschaften von zwei Mitgliedstaaten der EU ist strafbar.
Wählbar sind Deutsche, außerdem nichtdeutsche Unionsbürger mit Wohnung oder sonstigem gewöhnlichen Aufenthalt in Deutschland. Weitere Voraussetzungen für die Wählbarkeit sind das Mindestalter von 18 Jahren und das Nichtvorliegen eines Ausschlussgrundes nach § 6b Absatz 3 und 4 Europawahlgesetz.

### Sperrklausel
Es gab 2019 keine Sperrklausel. Pläne zur Wiedereinführung einer Sperrklausel bereits zur Europawahl 2019 ließ die Große Koalition im November 2018 fallen. Durch das Sitzzuteilungsverfahren ergibt sich abhängig vom Ergebnis aller Parteien eine Hürde von ca. 0,5 % der gültigen Stimmen. Bei 96 Sitzen sowie 41 teilnehmenden Parteien und sonstigen politischen Vereinigungen ist ab etwa 0,433 % der gültigen Stimmen ein Sitz möglich, ab etwa 0,658 % ein Sitz sicher.
Die 2013 eingeführte Dreiprozenthürde wurde vor der Europawahl 2014 vom Bundesverfassungsgericht als verfassungswidrig aufgehoben. Im Juni 2018 beschlossen der Rat der Europäischen Union und das Europäische Parlament auf deutsches Drängen hin die Einführung einer Sperrklausel von 2 % bis 5 % für Länder mit Wahlkreisen mit mindestens 35 Sitzen bis 2024. Diese Regelung tritt jedoch nur dann in Kraft, wenn sie von sämtlichen EU-Staaten ratifiziert wird. In Deutschland ist dafür eine Zweidrittelmehrheit sowohl im Bundestag als auch im Bundesrat nötig. Im Juni 2023 wurde ein Beschluss über die Einführung einer Sperrklausel im Bundestag verabschiedet und diesem Entschluss wurde am 7. Juli 2023 vom Bundesrat zugestimmt. Die Höhe der Sperrklausel ist aber noch nicht festgelegt.

### Wahlberechtigte in Deutschland
Nach einer ersten Schätzung des Statistischen Bundesamtes befanden sich am 26. Mai 2019 etwa 64,8 Millionen Wahlberechtigte (ca. 60,8 Millionen Deutsche und fast vier Millionen sonstige EU-Bürger) in Deutschland.

### Einreichung von Listen
Zur Europawahl konnten politische Parteien und sonstige politische Vereinigungen Listen einreichen. Die Listen mussten bis zum 4. März 2019 (83. Tag vor der Wahl) zusammen mit Unterstützungsunterschriften eingereicht werden. Bundesweite Listen mussten von 4.000 Wahlberechtigten, Landeslisten von 1 Promille, maximal jedoch 2.000 Wahlberechtigten des jeweiligen Bundeslandes unterstützt werden (§ 9 Abs. 5 EuWG). Von der Pflicht zur Einreichung von Unterstützungsunterschriften ausgenommen waren Parteien, die im Bundestag, einem Landtag oder dem Europäischen Parlament seit dessen letzter Wahl mit mindestens fünf Abgeordneten vertreten waren. Dies waren die Bundestagsparteien CDU, CSU, SPD, AfD, FDP, Linke und Grüne sowie die Freien Wähler, die im Bayerischen Landtag vertreten waren.

### Reihenfolge der Listen auf den Stimmzetteln
Die Reihenfolge der Listen auf den Stimmzetteln richtete sich gemäß § 15 Absatz 3 des Europawahlgesetzes nach den Stimmenzahlen der Parteien und sonstigen politischen Vereinigungen bei der letzten Europawahl im Bundesland. Die Listen der übrigen Wahlvorschlagsberechtigten folgten in alphabetischer Reihenfolge ihrer Namen. Bis einschließlich Position 18 war deshalb die Reihenfolge in den Bundesländern unterschiedlich.

## Ausgangslage
- GUE/NGL (Die Linke, Parteiloser): 8
- S&D (SPD): 27
- Grüne/EFA (Grüne, ÖDP, Parteilose): 13
- ALDE (FDP, Freie Wähler): 4
- EVP (CDU, CSU): 34
- EKR (Bündnis C, LKR, Parteilose): 6
- EFDD (AfD): 1
- ENF (Die Blauen): 1
- Fraktionslos (NPD, Die PARTEI): 2

Bei der Europawahl 2014 verzeichnete die SPD starke Zugewinne. Die erst 2013 gegründete euroskeptische AfD konnte auf Anhieb über 7 % erreichen. Sie schloss sich im Europäischen Parlament der Fraktion Europäische Konservative und Reformer der britischen Tories an. Herbe Verluste musste die FDP hinnehmen und konnte nur auf Grund der Abschaffung der Sperrklausel erneut ins Parlament einziehen. Insgesamt zog die Rekordzahl von 14 deutschen Parteien ins Europaparlament ein, sieben davon mit jeweils einem Abgeordneten. Bis auf zwei fanden jedoch alle Abgeordneten Anschluss an eine der Fraktionen im Europäischen Parlament, auch die Parteien mit nur einem Abgeordneten:
- Stefan Bernhard Eck, Tierschutzpartei: GUE/NGL-Fraktion
- Felix Reda, Piratenpartei: Grüne/EFA-Fraktion
- Klaus Buchner, ÖDP: Grüne/EFA-Fraktion
- Ulrike Müller, Freie Wähler: ALDE-Fraktion, als Mitglied der EDP
- Arne Gericke, Familienpartei: EKR-Fraktion
- Udo Voigt, NPD: fraktionslos
- Martin Sonneborn, Die PARTEI: fraktionslos

Im Laufe der Wahlperiode kam es zu einigen Partei- und Fraktionsübertritten. Der Abgeordnete der Tierschutzpartei Stefan Bernhard Eck verließ im Dezember 2014 die Partei. Von den sieben Abgeordneten der AfD traten sechs im Laufe der Wahlperiode aus der Partei aus. Fünf davon, angeführt vom ehemaligen AfD-Parteisprecher Bernd Lucke, gründeten im Juli 2015 die Partei ALFA, die später in Liberal-Konservative Reformer umbenannt wurde, bis auf Lucke verließen alle die Partei im September 2018. Der AfD-Abgeordnete Marcus Pretzell wurde im April 2016 aus der EKR-Fraktion ausgeschlossen und schloss sich der ENF-Fraktion an; im September 2017 trat er zur Blauen Partei über. Die verbliebene AfD-Abgeordnete Beatrix von Storch entzog sich dem Ausschluss aus der EKR-Fraktion, indem sie zur EFDD-Fraktion übertrat; nach ihrem Ausscheiden im Oktober 2017 schloss sich ihr Nachfolger AfD-Parteisprecher Jörg Meuthen ebenfalls der EFDD an. Der Abgeordnete der Familienpartei Arne Gericke wechselte im Mai 2017 zu den Freien Wählern und im Herbst 2018 zum Bündnis C. Der Abgeordnete der Piratenpartei Felix Reda verließ im März 2019 die Partei.

## Parteien und Kandidaten
Insgesamt traten 41 politische Vereinigungen zur Europawahl an. Mit Ausnahme der CDU (alle Länder außer Bayern) und der CSU (nur in Bayern) traten alle Vereinigungen bundesweit an und kandidierten mit einer Bundesliste:
| Partei                                                                                        | Kurzbezeichnungen    | Europäische Partei     | Ergebnis 2014 | Spitzenkandidaten                          | Mandate      | Mandate           |
| Partei                                                                                        | Kurzbezeichnungen    | Europäische Partei     | Ergebnis 2014 | Spitzenkandidaten                          | Gewählt 2014 | Vor der Wahl 2019 |
| --------------------------------------------------------------------------------------------- | -------------------- | ---------------------- | ------------- | ------------------------------------------ | ------------ | ----------------- |
| Christlich Demokratische Union Deutschlands                                                   | CDU                  | EVP                    | 30,0 %        | Manfred Weber #                            | 29           | 29                |
| Sozialdemokratische Partei Deutschlands                                                       | SPD                  | SPE                    | 27,3 %        | Katarina Barley und Udo Bullmann           | 27           | 27                |
| Bündnis 90/Die Grünen                                                                         | GRÜNE                | EGP                    | 10,7 %        | Ska Keller und Sven Giegold                | 11           | 11                |
| Die Linke                                                                                     | DIE LINKE            | EL                     | 7,4 %         | Özlem Demirel und Martin Schirdewan        | 7            | 7                 |
| Alternative für Deutschland                                                                   | AfD                  | –                      | 7,1 %         | Jörg Meuthen                               | 7            | 1                 |
| Christlich-Soziale Union in Bayern                                                            | CSU                  | EVP                    | 5,3 %         | Manfred Weber #                            | 5            | 5                 |
| Freie Demokratische Partei                                                                    | FDP                  | ALDE                   | 3,4 %         | Nicola Beer                                | 3            | 3                 |
| Freie Wähler                                                                                  | FREIE WÄHLER         | EDP                    | 1,5 %         | Ulrike Müller                              | 1            | 1                 |
| Piratenpartei Deutschland                                                                     | PIRATEN              | PPEU                   | 1,4 %         | Patrick Breyer                             | 1            | –                 |
| Partei Mensch Umwelt Tierschutz                                                               | Tierschutzpartei     | APEU                   | 1,2 %         | Martin Buschmann                           | 1            | –                 |
| Nationaldemokratische Partei Deutschlands                                                     | NPD                  | APF                    | 1,0 %         | Udo Voigt                                  | 1            | 1                 |
| Familien-Partei Deutschlands                                                                  | FAMILIE              | –                      | 0,7 %         | Helmut Geuking                             | 1            | –                 |
| Ökologisch-Demokratische Partei                                                               | ÖDP                  | –                      | 0,6 %         | Klaus Buchner                              | 1            | 1                 |
| Partei für Arbeit, Rechtsstaat, Tierschutz, Elitenförderung und basisdemokratische Initiative | Die PARTEI           | –                      | 0,6 %         | Martin Sonneborn und Nico Semsrott         | 1            | 1                 |
| Ab jetzt … Demokratie durch Volksabstimmung                                                   | Volksabstimmung      | –                      | 0,3 %         | Helmut Fleck                               | –            | –                 |
| Bayernpartei                                                                                  | BP                   | EFA                    | 0,2 %         | Florian Weber                              | –            | –                 |
| Deutsche Kommunistische Partei                                                                | DKP                  | –                      | 0,1 %         | Olaf Harms                                 | –            | –                 |
| Marxistisch-Leninistische Partei Deutschlands                                                 | MLPD                 | –                      | 0,1 %         | Lisa Gärtner                               | –            | –                 |
| Sozialistische Gleichheitspartei, Vierte Internationale                                       | SGP                  | –                      | 0,0 %         | Christoph Vandreier                        | –            | –                 |
| Bündnis C – Christen für Deutschland                                                          | Bündnis C            | ECPM                   | –             | Arne Gericke                               | –            | 1                 |
| LKR                                                                                           | –                    | AKRE                   | –             | Bernd Lucke                                | –            | 1                 |
| Aktion Partei für Tierschutz – das Original                                                   | TIERSCHUTZ hier!     | –                      | –             | Claudia Krüger                             | –            | –                 |
| Allianz für Menschenrechte, Tier- und Naturschutz                                             | Tierschutzallianz    | –                      | –             | Thomas Mosmann                             | –            | –                 |
| Bündnis für Innovation & Gerechtigkeit                                                        | BIG                  | –                      | –             | Haluk Yildiz                               | –            | –                 |
| Bündnis Grundeinkommen                                                                        | BGE                  | –                      | –             | Karl-Heinz Blenk                           | –            | –                 |
| Demokratie Direkt!                                                                            | DIE DIREKTE!         | –                      | –             | Christian Rombeck                          | –            | –                 |
| Demokratie in Europa – DiEM25                                                                 | –                    | DiEM25                 | –             | Yanis Varoufakis                           | –            | –                 |
| Der Dritte Weg                                                                                | III. Weg             | –                      | –             | Klaus Armstroff                            | –            | –                 |
| Die Grauen – Für alle Generationen                                                            | Die Grauen           | –                      | –             | Michael Schulz                             | –            | –                 |
| Die Rechte – Partei für Volksabstimmung, Souveränität und Heimatschutz                        | DIE RECHTE           | –                      | –             | Ursula Haverbeck                           | –            | –                 |
| Die Violetten                                                                                 | DIE VIOLETTEN        | –                      | –             | Jochem-Frank Kalmbacher                    | –            | –                 |
| Europäische Partei Liebe                                                                      | LIEBE                | Parti Europeen L’Amour | –             | Sergey Samardzhidi                         | –            | –                 |
| Feministische Partei Die Frauen                                                               | DIE FRAUEN           | FUN                    | –             | Margot Müller                              | –            | –                 |
| Graue Panther                                                                                 | Graue Panther        | –                      | –             | Ulrich Wlecke                              | –            | –                 |
| Menschliche Welt                                                                              | MENSCHLICHE WELT     | –                      | –             | Caffer Azbak                               | –            | –                 |
| Neue Liberale – Die Sozialliberalen                                                           | NL                   | (ALDE)                 | –             | Christoph Pyak                             | –            | –                 |
| Ökologische Linke                                                                             | ÖkoLinX              | –                      | –             | Jutta Ditfurth                             | –            | –                 |
| Partei der Humanisten                                                                         | Die Humanisten       | –                      | –             | Robin Thiedmann                            | –            | –                 |
| Partei für die Tiere Deutschland                                                              | PARTEI FÜR DIE TIERE | –                      | –             | Gina Bechtold                              | –            | –                 |
| Partei für Gesundheitsforschung                                                               | Gesundheitsforschung | –                      | –             | Felix Werth                                | –            | –                 |
| Volt Deutschland                                                                              | Volt                 | Volt                   | –             | Damian Boeselager und Marie-Isabelle Heiss | –            | –                 |

59 politische Vereinigungen hatten fristgemäß Listen eingereicht. Der Bundeswahlausschuss entschied am 15. März 2019 über die Zulassungen der Listen. Folgende Vereinigungen hatten Listen eingereicht, die vom Bundeswahlausschuss wegen zu geringer Anzahl von Unterstützungsunterschriften zurückgewiesen wurden: Allianz Deutscher Demokraten (AD-Demokraten); Arbeitnehmer und Rentner Union (ARU); Deutsche Zentrumspartei (Zentrum); dieKlimaretter; Europäische Sammelbewegung für die Legalisierung und Liberalisierung von Cannabis (CANNABIS!); Gartenpartei; Internationale Europäische Deutsche Löwen Partei (IEDLP); LigaPLUS; Partei für Freiheit Gleichheit Brüderlichkeit (PfFGB); PAN – die Parteilosen; Sozialliberale Demokratische Partei (SLDP); Unabhängige für bürgernahe Demokratie; Wählergemeinschaft für eine repräsentative Volksvertretung (LOS); Wohnraum-Verteidigungs-Liga (W-V-L); Unu-Tero-Partio (Eine-Erde-Partei) (UTOPIO). Die blaue Partei (Blaue #TeamPetry) und Die deutsche Hundepartei hatten Listen eingereicht, aber vor der Sitzung des Ausschusses zurückgezogen. Die V-Partei³ – Partei für Veränderung, Vegetarier und Veganer wurde aufgrund von „Mängeln des demokratischen Aufstellungsverfahrens“ nicht zur Europawahl zugelassen.
Am 3. Mai 2019 schaltete die Bundeszentrale für politische Bildung den Wahl-O-Mat zur Europawahl frei. Nach einem Urteil des Verwaltungsgerichts Köln vom 20. Mai 2019 (Az.: 6 L 1056/19) wurde er deaktiviert, weil der Anzeigemechanismus von maximal 8 Parteien eine faktische Benachteiligung der kleineren und unbekannteren Parteien darstelle. Durch eine außergerichtliche Einigung zwischen der Bundeszentrale für politische Bildung und der Partei Volt Deutschland ging er am Abend des 23. Mai wieder online.

## Umfragen

### Sonntagsfrage
Für die Sonntagsfrage gaben die Demoskopen folgende Anteile (in Prozent) an:
| Institut                | Datum        | Union | SPD  | Grüne | Linke | AfD  | FDP | FW    | Piraten | Tiersch. | PARTEI | Sonst. |
| ----------------------- | ------------ | ----- | ---- | ----- | ----- | ---- | --- | ----- | ------- | -------- | ------ | ------ |
| Ipsos                   | 24. Mai 2019 | 27,0  | 17   | 18    | 7     | 12,0 | 6   | 2     | 1       | n. a.    | 3      | 7,0    |
| Forschungsgruppe Wahlen | 23. Mai 2019 | 28,0  | 17,5 | 18,5  | 6,5   | 12,0 | 5,5 | n. a. | n. a.   | n. a.    | n. a.  | 12,0   |
| INSA                    | 22. Mai 2019 | 28,0  | 15,5 | 18,0  | 07,0  | 12,0 | 8,0 | 3     | 1       | 2        | 2,5    | 3,0    |
| Forschungsgruppe Wahlen | 17. Mai 2019 | 30,0  | 17,0 | 19,0  | 07,0  | 12,0 | 5,0 | n. a. | n. a.   | n. a.    | n. a.  | 10,0   |
| Infratest dimap         | 16. Mai 2019 | 28,0  | 17,0 | 17,0  | 07,0  | 12,0 | 7,0 | 3,0   | n. a.   | n. a.    | 3,0    | 6,0    |
| INSA                    | 15. Mai 2019 | 28,0  | 15,0 | 18,0  | 08,0  | 12,0 | 7,5 | 2,5   | 1,5     | 1,5      | 2,0    | 4,0    |
| INSA                    | 10. Mai 2019 | 28,0  | 15,0 | 19,0  | 08,0  | 13,0 | 7,0 | 2,5   | 1,0     | 1,0      | 1,5    | 4,0    |
| Forschungsgruppe Wahlen | 10. Mai 2019 | 32,0  | 16,0 | 19,0  | 06,0  | 12,0 | 6,0 | n. a. | n. a.   | n. a.    | n. a.  | 9,0    |
| Infratest dimap         | 2. Mai 2019  | 29,0  | 19,0 | 19,0  | 07,0  | 10,0 | 7,0 | n. a. | n. a.   | n. a.    | n. a.  | 9,0    |
| Europawahl 2014         | 25. Mai 2014 | 35,3  | 27,3 | 10,7  | 07,4  | 07,1 | 3,4 | 1,5   | 1,4     | 1,2      | 0,6    | 4,1    |

### Verlauf

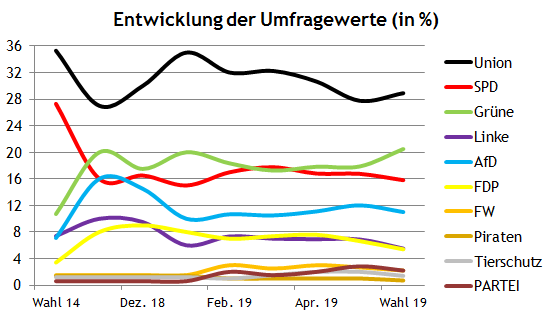
Verlauf der Umfragen von der Wahl 2014 bis zur Wahl 2019

### Ältere Umfragen
| \| Institut \| Datum \| Union \| SPD \| Grüne \| Linke \| AfD \| FDP \| FW \| Piraten \| Tiersch. \| PARTEI \| Sonst. \| \| ------------------------------- \| ----------------- \| ----- \| ---- \| ----- \| ----- \| ---- \| --- \| ----- \| ------- \| -------- \| ------ \| ------ \| \| Forschungsgruppe Wahlen[37][31] \| 12. April 2019 \| 32,0 \| 18,0 \| 19,0 \| 06,0 \| 10,0 \| 7,0 \| n. a. \| n. a. \| n. a. \| n. a. \| 8,0 \| \| INSA[31] \| 11. April 2019 \| 29,0 \| 16,0 \| 16,0 \| 08,0 \| 12,0 \| 8,0 \| 3,0 \| 1,0 \| 2,0 \| 2,0 \| 3,0 \| \| Infratest dimap[38][31] \| 4. April 2019 \| 30,0 \| 17,0 \| 19,0 \| 07,0 \| 11,0 \| 7,0 \| n. a. \| n. a. \| n. a. \| n. a. \| 9,0 \| \| Forschungsgruppe Wahlen[39][31] \| 28. März 2019 \| 33,0 \| 18,0 \| 18,0 \| 06,0 \| 10,0 \| 7,0 \| n. a. \| n. a. \| n. a. \| n. a. \| 8,0 \| \| Forschungsgruppe Wahlen[40][31] \| 15. März 2019 \| 35,0 \| 18,0 \| 18,0 \| 06,0 \| 09,0 \| 7,0 \| n. a. \| n. a. \| n. a. \| n. a. \| 7,0 \| \| Infratest dimap[41][31] \| 14. März 2019 \| 32,0 \| 19,0 \| 18,0 \| 07,0 \| 11,0 \| 6,0 \| n. a. \| n. a. \| n. a. \| n. a. \| 7,0 \| \| INSA[31] \| 7. März 2019 \| 29,0 \| 16,0 \| 15,0 \| 09,0 \| 12,0 \| 9,5 \| 2,5 \| 1,0 \| 1,5 \| 1,5 \| 3,0 \| \| Forschungsgruppe Wahlen[42][31] \| 22. Februar 2019 \| 33,0 \| 18,0 \| 19,0 \| 08,0 \| 10,0 \| 6,0 \| n. a. \| n. a. \| n. a. \| n. a. \| 6,0 \| \| Infratest dimap[43][31] \| 14. Februar 2019 \| 33,0 \| 18,0 \| 19,0 \| 06,0 \| 10,0 \| 7,0 \| n. a. \| n. a. \| n. a. \| n. a. \| 7,0 \| \| Forschungsgruppe Wahlen[44] \| 08.02.2019 \| 30,0 \| 16,0 \| 20,0 \| ,09,0 \| 12,0 \| 8,0 \| n. a. \| n. a. \| n. a. \| n. a. \| 5,0 \| \| INSA[31] \| 1. Februar 2019 \| 30,0 \| 15,0 \| 17,0 \| 08,0 \| 12,0 \| 8,0 \| 3,0 \| 1,0 \| 1,0 \| 2,0 \| 3,0 \| \| Forsa[31] \| 14. Januar 2019 \| 35,0 \| 15,0 \| 20,0 \| 06,0 \| 10,0 \| 8,0 \| n. a. \| n. a. \| n. a. \| n. a. \| 6,0 \| \| INSA[31] \| 12. Dezember 2018 \| 30,0 \| 16,5 \| 17,5 \| 09,5 \| 14,5 \| 9,0 \| n. a. \| n. a. \| n. a. \| n. a. \| 3,0 \| \| INSA[31] \| 25. Oktober 2018 \| 27,0 \| 16,0 \| 20,0 \| 10,0 \| 16,0 \| 8,0 \| n. a. \| n. a. \| n. a. \| n. a. \| 3,0 \| \| Europawahl 2014 \| 25. Mai 2014 \| 35,3 \| 27,3 \| 10,7 \| 07,4 \| 07,1 \| 3,4 \| 1,5 \| 1,4 \| 1,2 \| 0,6 \| 4,1 \| |                   |       |      |       |       |      |     |       |         |          |        |        |
| Institut | Datum             | Union | SPD  | Grüne | Linke | AfD  | FDP | FW    | Piraten | Tiersch. | PARTEI | Sonst. |
| Forschungsgruppe Wahlen | 12. April 2019    | 32,0  | 18,0 | 19,0  | 06,0  | 10,0 | 7,0 | n. a. | n. a.   | n. a.    | n. a.  | 8,0    |
| INSA | 11. April 2019    | 29,0  | 16,0 | 16,0  | 08,0  | 12,0 | 8,0 | 3,0   | 1,0     | 2,0      | 2,0    | 3,0    |
| Infratest dimap | 4. April 2019     | 30,0  | 17,0 | 19,0  | 07,0  | 11,0 | 7,0 | n. a. | n. a.   | n. a.    | n. a.  | 9,0    |
| Forschungsgruppe Wahlen | 28. März 2019     | 33,0  | 18,0 | 18,0  | 06,0  | 10,0 | 7,0 | n. a. | n. a.   | n. a.    | n. a.  | 8,0    |
| Forschungsgruppe Wahlen | 15. März 2019     | 35,0  | 18,0 | 18,0  | 06,0  | 09,0 | 7,0 | n. a. | n. a.   | n. a.    | n. a.  | 7,0    |
| Infratest dimap | 14. März 2019     | 32,0  | 19,0 | 18,0  | 07,0  | 11,0 | 6,0 | n. a. | n. a.   | n. a.    | n. a.  | 7,0    |
| INSA | 7. März 2019      | 29,0  | 16,0 | 15,0  | 09,0  | 12,0 | 9,5 | 2,5   | 1,0     | 1,5      | 1,5    | 3,0    |
| Forschungsgruppe Wahlen | 22. Februar 2019  | 33,0  | 18,0 | 19,0  | 08,0  | 10,0 | 6,0 | n. a. | n. a.   | n. a.    | n. a.  | 6,0    |
| Infratest dimap | 14. Februar 2019  | 33,0  | 18,0 | 19,0  | 06,0  | 10,0 | 7,0 | n. a. | n. a.   | n. a.    | n. a.  | 7,0    |
| Forschungsgruppe Wahlen | 08.02.2019        | 30,0  | 16,0 | 20,0  | ,09,0 | 12,0 | 8,0 | n. a. | n. a.   | n. a.    | n. a.  | 5,0    |
| INSA | 1. Februar 2019   | 30,0  | 15,0 | 17,0  | 08,0  | 12,0 | 8,0 | 3,0   | 1,0     | 1,0      | 2,0    | 3,0    |
| Forsa | 14. Januar 2019   | 35,0  | 15,0 | 20,0  | 06,0  | 10,0 | 8,0 | n. a. | n. a.   | n. a.    | n. a.  | 6,0    |
| INSA | 12. Dezember 2018 | 30,0  | 16,5 | 17,5  | 09,5  | 14,5 | 9,0 | n. a. | n. a.   | n. a.    | n. a.  | 3,0    |
| INSA | 25. Oktober 2018  | 27,0  | 16,0 | 20,0  | 10,0  | 16,0 | 8,0 | n. a. | n. a.   | n. a.    | n. a.  | 3,0    |
| Europawahl 2014 | 25. Mai 2014      | 35,3  | 27,3 | 10,7  | 07,4  | 07,1 | 3,4 | 1,5   | 1,4     | 1,2      | 0,6    | 4,1    |

### Sonntagsfragen in einzelnen Bundesländern

#### Baden-Württemberg
| Institut        | Datum        | CDU    | SPD    | Grüne  | AfD   | FDP   | Linke | FW    | Sonst. |
| --------------- | ------------ | ------ | ------ | ------ | ----- | ----- | ----- | ----- | ------ |
| INSA            | 18. Mai 2019 | 28 %   | 12 %   | 20 %   | 12 %  | 9 %   | 5 %   | 4 %   | 10 %   |
| Infratest dimap | 16. Mai 2019 | 31 %   | 15 %   | 23 %   | 10 %  | 7 %   | 3 %   | 3 %   | 8 %    |
| Europawahl 2014 | 25. Mai 2014 | 39,3 % | 23,0 % | 13,2 % | 7,9 % | 4,1 % | 3,6 % | 2,3 % | 6,6 %  |

#### Bayern
| Institut        | Datum            | CSU    | SPD    | Grüne  | AfD   | FW    | FDP   | Linke | ÖDP   | PARTEI | Sonst. |
| --------------- | ---------------- | ------ | ------ | ------ | ----- | ----- | ----- | ----- | ----- | ------ | ------ |
| GMS             | 23. Mai 2019     | 39 %   | 11 %   | 19 %   | 11 %  | 4 %   | 5 %   | 3 %   | —     | —      | 8 %    |
| GMS             | 9. Mai 2019      | 40 %   | 12 %   | 18 %   | 10 %  | 5 %   | 6 %   | 3 %   | —     | —      | 6 %    |
| Infratest dimap | 8. Mai 2019      | 39 %   | 11 %   | 18 %   | 9 %   | 4 %   | 4 %   | 3 %   | 4 %   | 3 %    | 5 %    |
| GMS             | 4. April 2019    | 39 %   | 11 %   | 18 %   | 13 %  | 5 %   | 6 %   | 3 %   | —     | —      | 5 %    |
| Infratest dimap | 20. März 2019    | 41 %   | 12 %   | 19 %   | 10 %  | 5 %   | 5 %   | 3 %   | —     | —      | 5 %    |
| GMS             | 28. Februar 2019 | 36 %   | 11 %   | 17 %   | 14 %  | 5 %   | 7 %   | 4 %   | —     | —      | 6 %    |
| GMS             | 2. Januar 2019   | 36 %   | 10 %   | 18 %   | 13 %  | 5 %   | 8 %   | 4 %   | —     | —      | 6 %    |
| Europawahl 2014 | 25. Mai 2014     | 40,5 % | 20,1 % | 12,1 % | 8,1 % | 4,3 % | 3,1 % | 2,9 % | 2,7 % | 0,5 %  | 5,7 %  |

#### Berlin
| Institut        | Datum        | SPD    | CDU    | Grüne  | Linke  | AfD   | Piraten | FDP   | PARTEI | Tierschutz | Sonst. |
| --------------- | ------------ | ------ | ------ | ------ | ------ | ----- | ------- | ----- | ------ | ---------- | ------ |
| Infratest dimap | 12. Mai 2019 | 13 %   | 18 %   | 23 %   | 16 %   | 10 %  | 3 %     | 5 %   | 4 %    | 3 %        | 5 %    |
| Europawahl 2014 | 25. Mai 2014 | 24,0 % | 20,0 % | 19,1 % | 16,2 % | 7,9 % | 3,0 %   | 2,8 % | 1,6 %  | 1,6 %      | 3,8 %  |

#### Hessen
| Institut        | Datum          | CDU    | SPD    | Grüne  | AfD   | FDP   | Linke | Sonst. |
| --------------- | -------------- | ------ | ------ | ------ | ----- | ----- | ----- | ------ |
| Infratest dimap | 29. April 2019 | 27 %   | 19 %   | 21 %   | 12 %  | 8 %   | 4 %   | 9 %    |
| Europawahl 2014 | 25. Mai 2014   | 30,6 % | 30,3 % | 12,9 % | 9,1 % | 4,1 % | 5,6   | 7,3 %  |

#### Rheinland-Pfalz
| Institut        | Datum        | CDU    | SPD    | Grüne | AfD   | FDP   | Linke | PARTEI | Sonst. |
| --------------- | ------------ | ------ | ------ | ----- | ----- | ----- | ----- | ------ | ------ |
| Infratest dimap | 16. Mai 2019 | 31 %   | 21 %   | 18 %  | 9 %   | 8 %   | 4 %   | 3 %    | 6 %    |
| Europawahl 2014 | 25. Mai 2014 | 38,4 % | 30,7 % | 8,1 % | 6,7 % | 3,7 % | 3,7 % | 0,5 %  | 8,2 %  |

#### Saarland
| Institut        | Datum        | CDU    | SPD    | AfD   | Linke | Grüne | FDP   | PARTEI | Sonst. |
| --------------- | ------------ | ------ | ------ | ----- | ----- | ----- | ----- | ------ | ------ |
| Infratest dimap | 8. Mai 2019  | 34 %   | 23 %   | 7 %   | 9 %   | 14 %  | 4 %   | 3 %    | 6 %    |
| Europawahl 2014 | 25. Mai 2014 | 34,9 % | 34,4 % | 6,8 % | 6,6 % | 6,0 % | 2,2 % | 0,6 %  | 8,5 %  |

## Ergebnis

Stimmenstärkste Partei in den Landkreisen

Wahlbeteiligung in den Landkreisen

### Wahlbeteiligung
Die Wahlbeteiligung an der Europawahl in Deutschland lag bei 61,4 % und damit deutlich höher als bei den vier vorangegangenen Europawahlen; zuletzt lag sie 1994 mit 60,0 % ähnlich hoch. Bei der Europawahl 2014 lag sie bei 48,1 %, 2004 und 2009 jeweils bei etwa 43 %.

### Parteien
| Listen                   | Listen                                                                | Stimmen    | %    | +/-   | Mandate | +/- |
| ------------------------ | --------------------------------------------------------------------- | ---------- | ---- | ----- | ------- | --- |
|                          | Christlich Demokratische Union Deutschlands (CDU)                     | 8.438.975  | 22,6 | −7,5  | 23      | −6  |
|                          | Bündnis 90/Die Grünen (Grüne)                                         | 7.677.071  | 20,5 | +9,8  | 21      | +10 |
|                          | Sozialdemokratische Partei Deutschlands (SPD)                         | 5.916.882  | 15,8 | −11,4 | 16      | −11 |
|                          | Alternative für Deutschland (AfD)                                     | 4.104.453  | 11,0 | +3,9  | 11      | +4  |
|                          | Christlich-Soziale Union in Bayern (CSU)                              | 2.355.067  | 6,3  | +1,0  | 6       | +1  |
|                          | Die Linke (Linke)                                                     | 2.056.049  | 5,5  | −1,9  | 5       | −2  |
|                          | Freie Demokratische Partei (FDP)                                      | 2.028.594  | 5,4  | +2,1  | 5       | +2  |
|                          | Die PARTEI (PARTEI)                                                   | 899.079    | 2,4  | +1,8  | 2       | +1  |
|                          | Freie Wähler (FW)                                                     | 806.703    | 2,2  | +0,7  | 2       | +1  |
|                          | Partei Mensch Umwelt Tierschutz (Tierschutzpartei)                    | 542.226    | 1,4  | +0,2  | 1       | ±0  |
|                          | Ökologisch-Demokratische Partei (ÖDP)                                 | 369.869    | 1,0  | +0,4  | 1       | ±0  |
|                          | Familien-Partei Deutschlands (Familie)                                | 273.828    | 0,7  | ±0    | 1       | ±0  |
|                          | Volt Deutschland (Volt)                                               | 249.098    | 0,7  | neu   | 1       | neu |
|                          | Piratenpartei Deutschland (Piraten)                                   | 243.302    | 0,7  | −0,8  | 1       | ±0  |
|                          | Demokratie in Europa – DiEM25 (DiEM25)                                | 130.229    | 0,3  | neu   | —       | neu |
|                          | Nationaldemokratische Partei Deutschlands (NPD)                       | 101.011    | 0,3  | −0,8  | —       | −1  |
|                          | Aktion Partei für Tierschutz (TIERSCHUTZ hier!)                       | 99.780     | 0,3  | neu   | —       | neu |
|                          | Partei für die Tiere Deutschland (Partei für die Tiere)               | 85.809     | 0,2  | neu   | —       | neu |
|                          | Bayernpartei (BP)                                                     | 81.880     | 0,2  | ±0    | —       | —   |
|                          | Graue Panther (Graue Panther)                                         | 76.255     | 0,2  | neu   | —       | neu |
|                          | Die Grauen – Für alle Generationen (Die Grauen)                       | 71.295     | 0,2  | neu   | —       | neu |
|                          | Partei für Gesundheitsforschung (Gesundheitsforschung)                | 70.869     | 0,2  | neu   | —       | neu |
|                          | Bündnis für Innovation & Gerechtigkeit (BIG)                          | 68.647     | 0,2  | neu   | —       | neu |
|                          | Allianz für Menschenrechte, Tier- und Naturschutz (Tierschutzallianz) | 68.572     | 0,2  | neu   | —       | neu |
|                          | Bündnis C – Christen für Deutschland (Bündnis C)                      | 66.327     | 0,2  | neu   | —       | neu |
|                          | Partei der Humanisten (Humanisten)                                    | 62.604     | 0,2  | neu   | —       | neu |
|                          | Ab jetzt…Demokratie durch Volksabstimmung (Volksabstimmung)           | 58.400     | 0,2  | −0,1  | —       | —   |
|                          | Feministische Partei Die Frauen (Die Frauen)                          | 55.293     | 0,1  | neu   | —       | neu |
|                          | Liberal-Konservative Reformer (LKR)                                   | 43.961     | 0,1  | neu   | —       | neu |
|                          | Bündnis Grundeinkommen (BGE)                                          | 40.818     | 0,1  | neu   | —       | neu |
|                          | Ökologische Linke (ÖkoLinX)                                           | 35.796     | 0,1  | neu   | —       | neu |
|                          | Menschliche Welt (Menschliche Welt)                                   | 34.470     | 0,1  | neu   | —       | neu |
|                          | Europäische Partei Liebe (Liebe)                                      | 33.160     | 0,1  | neu   | —       | neu |
|                          | Die Violetten (Violette)                                              | 27.784     | 0,1  | neu   | —       | neu |
|                          | Demokratie Direkt (Die Direkte!)                                      | 25.449     | 0,1  | neu   | —       | neu |
|                          | Die Rechte (Rechte)                                                   | 24.598     | 0,1  | neu   | —       | neu |
|                          | Deutsche Kommunistische Partei (DKP)                                  | 20.396     | 0,1  | ±0    | —       | —   |
|                          | Marxistisch-Leninistische Partei Deutschlands (MLPD)                  | 18.342     | 0,0  | ±0    | —       | —   |
|                          | Neue Liberale (NL)                                                    | 15.909     | 0,0  | neu   | —       | neu |
|                          | Der dritte Weg (III Weg)                                              | 12.756     | 0,0  | neu   | —       | neu |
|                          | Sozialistische Gleichheitspartei (SGP)                                | 5.283      | 0,0  | ±0    | —       | —   |
| Gesamt                   | Gesamt                                                                | 37.396.889 | 100  |       | 96      | –   |
|                          |                                                                       |            |      |       |         |     |
| Ungültige Stimmen        | Ungültige Stimmen                                                     | 410.857    | 1,1  | −0,6  |         |     |
| Wähler                   | Wähler                                                                | 37.807.746 | 61,4 | +13,2 |         |     |
| Wahlberechtigte          | Wahlberechtigte                                                       | 61.600.263 |      |       |         |     |
|                          |                                                                       |            |      |       |         |     |
| Quelle: Bundeswahlleiter |                                                                       |            |      |       |         |     |

### Regionale Verteilung
Alle Parteien mit mindestens 2 % der Stimmen

Stimmenanteil (%) 2019 – CDU/CSU
Stimmenanteil (%) 2019 – SPD
Stimmenanteil (%) 2019 – DIE GRÜNEN
Stimmenanteil (%) 2019 – DIE LINKE
Stimmenanteil (%) 2019 – AfD
Stimmenanteil (%) 2019 – FDP
Stimmenanteil (%) 2019 – FREIE WÄHLER
Stimmenanteil (%) 2019 – DIE PARTEI

### Neue und Alte Bundesländer
| Europawahl in den alten Ländern und West-Berlin 2019Wahlbeteiligung: 61,7 % (+ 13,4 %) %403020100 30,522,516,68,85,63,82,32,21,26,1 UnionGrüneSPDAfDFDPLinkePARTEIFWTierschutzSonst.jGewinne und Verlusteim Vergleich zu 2014 %p 12 10 8 6 4 2 0 −2 −4 −6 −8−10−12−14−6,0+10,9−12,3+2,0−0,7+1,7+0,7−0,2+1,7UnionGrüneSPDAfDFDPLinkePARTEIFWTierschutzSonst.Anmerkungen:j Davon ÖDP 1,1 % (+ 0,4 %), Volt 0,7 % (neu), PIRATEN 0,7 % (– 0,7 %), FAMILIE 0,6 % (+ 0,1 %) | Europawahl in den neuen Ländern und Ost-Berlin 2019Wahlbeteiligung: 60,2 % (+ 12,9 %) %3020100 21,521,113,412,211,64,42,82,11,69,3 CDUAfDLinkeSPDGrüneFDPPARTEIFWTierschutzSonst.jGewinne und Verlusteim Vergleich zu %p 14 12 10 8 6 4 2 0 −2 −4 −6 −8−10−8,6+12,8−7,2−7,9+5,2+2,1+1,9+0,8+0,1+0,8CDUAfDLinkeSPDGrüneFDPPARTEIFWTierschutzSonst.Anmerkungen:j Davon FAMILIE 1,5 % (– 0,6 %), NPD 0,8 % (– 2,1 %), Volt 0,6 % (neu), PIRATEN 0,6 % (– 1,1 %), ÖDP 0,5 % (+ 0,3 %) |

### Bundesländer
| Europawahl 2019 – Baden-WürttembergWahlbeteiligung: 64,0 % 403020100 30,8 (−8,5)23,3 (+10,1)13,3 (−9,7)10,0 (+2,1)6,8 (+2,7)3,2 (+0,8)3,1 (−0,5)2,0 (+1,5)1,2 (+0,2)6,3 (+2,8) CDUGrüneSPDAfDFDPFWLinkePARTEITierschutzSonst.2014  2019        | Europawahl 2019 – BayernWahlbeteiligung: 60,8 % 50403020100 40,7 (+0,2)19,1 (+7,0)9,3 (−10,8)8,5 (+0,4)5,3 (+1,0)3,4 (+0,3)3,1 (+0,4)2,4 (−0,5)2,0 (+1,5)6,4 (+1,5) CSUGrüneSPDAfDFWFDPÖDPLinkePARTEISonst.2014  2019                                |
| Europawahl 2019 – BerlinWahlbeteiligung: 60,6 % 3020100 27,8 (+8,7)15,2 (−4,8)14,0 (−10,0)11,9 (−4,3)9,9 (+2,0)4,8 (+3,2)4,7 (+1,9)2,0 (+0,4)1,2 (n. k.)7,4 (+1,3) GrüneCDUSPDLinkeAfDPARTEIFDPTierschutzDiEM25Sonst.2014  2019                | Europawahl 2019 – BrandenburgWahlbeteiligung: 59,5 % 3020100 19,9 (+11,4)18,0 (−7,0)17,2 (−9,7)12,3 (−7,4)12,3 (+6,2)4,4 (+2,3)2,4 (+1,7)2,2 (+1,4)1,9 (+0,1)9,1 (+1,4) AfDCDUSPDLinkeGrüneFDPPARTEIFWTierschutzSonst.2014  2019                     |
| Europawahl 2019 – BremenWahlbeteiligung: 63,0 % 403020100 24,5 (−9,9)22,7 (+5,1)21,9 (−0,5)7,9 (−1,7)7,7 (+1,9)4,7 (+1,4)3,3 (+2,3)1,1 (−0,4)0,9 (−1,1)5,1 (+3,3) SPDGrüneCDULinkeAfDFDPPARTEITierschutzPiratenSonst.2014  2019                | Europawahl 2019 – HamburgWahlbeteiligung: 61,9 % 403020100 31,2 (+14,0)19,8 (−14,0)17,7 (−6,9)7,0 (−1,6)6,5 (+0,5)5,6 (+1,9)3,8 (+2,9)1,4 (+0,4)1,2 (n. k.)6,1 (+2,3) GrüneSPDCDULinkeAfDFDPPARTEITierschutzVoltSonst.2014  2019                     |
| Europawahl 2019 – HessenWahlbeteiligung: 58,4 % 403020100 25,8 (−4,8)23,4 (+10,5)18,4 (−11,9)9,9 (+0,8)6,4 (+2,3)4,4 (−1,2)2,5 (+1,8)1,7 (+0,8)1,5 (+0,3)5,8 (+2,1) CDUGrüneSPDAfDFDPLinkePARTEIFWTierschutzSonst.2014  2019                   | Europawahl 2019 – Mecklenburg-VorpommernWahlbeteiligung: 58,4 % 403020100 24,5 (−10,1)17,7 (+10,7)15,6 (−5,6)13,9 (−5,7)10,8 (+5,7)3,9 (+2,0)2,1 (+1,5)1,7 (+0,1)1,4 (+0,2)7,9 (+1,8) CDUAfDSPDLinkeGrüneFDPPARTEIFamilieTierschutzSonst.2014  2019  |
| Europawahl 2019 – NiedersachsenWahlbeteiligung: 61,5 % 403020100 29,9 (−9,5)22,6 (+11,7)20,9 (−11,6)7,9 (+2,5)5,0 (+2,5)3,8 (−0,2)2,4 (+1,9)1,5 (+0,4)0,6 (−0,6)5,4 (+3,4) CDUGrüneSPDAfDFDPLinkePARTEITierschutzPiratenSonst.2014  2019       | Europawahl 2019 – Nordrhein-WestfalenWahlbeteiligung: 61,4 % 403020100 27,9 (−7,7)23,2 (+13,1)19,2 (−14,5)8,5 (+3,1)6,7 (+2,7)4,2 (−0,5)2,3 (+1,7)1,5 (+0,3)0,7 (−0,7)5,6 (+3,4) CDUGrüneSPDAfDFDPLinkePARTEITierschutzPiratenSonst.2014  2019       |
| Europawahl 2019 – Rheinland-PfalzWahlbeteiligung: 64,8 % 403020100 31,3 (−7,1)21,3 (−9,4)16,7 (+8,6)9,8 (+3,1)5,8 (+2,1)3,1 (−0,6)2,9 (+0,9)2,1 (+1,6)1,5 (−0,2)5,4 (+2,0) CDUSPDGrüneAfDFDPLinkeFWPARTEITierschutzSonst.2014  2019            | Europawahl 2019 – SaarlandWahlbeteiligung: 66,4 % 403020100 32,5 (−2,4)23,1 (−11,3)13,2 (+7,2)9,6 (+2,8)6,0 (−0,6)3,7 (+1,5)2,5 (+1,9)2,0 (+0,3)1,3 (−0,2)6,3 (+1,9) CDUSPDGrüneAfDLinkeFDPPARTEITierschutzFamilieSonst.2014  2019                   |
| Europawahl 2019 – SachsenWahlbeteiligung: 63,6 % 403020100 25,3 (+15,2)23,0 (−11,5)11,7 (−6,6)10,3 (+4,3)8,6 (−7,0)4,7 (+2,1)2,9 (+1,3)2,9 (+2,0)1,5 (± 0,0)9 (+1,4) AfDCDULinkeGrüneSPDFDPFWPARTEITierschutzSonst.2014  2019                  | Europawahl 2019 – Sachsen-AnhaltWahlbeteiligung: 54,7 % 403020100 23,2 (−7,5)20,4 (+14,1)14,4 (−7,4)12,5 (−9,2)9,2 (+4,4)4,9 (+2,3)2,3 (+1,6)1,7 (−0,4)1,7 (−0,1)9,5 (+3,3) CDUAfDLinkeSPDGrüneFDPPARTEIFamilieTierschutzSonst.2014  2019            |
| Europawahl 2019 – Schleswig-HolsteinWahlbeteiligung: 59,7 % 403020100 29,1 (+16,7)26,2 (−8,2)17,1 (−14,8)7,4 (+0,6)5,9 (+2,1)3,7 (−0,8)2,3 (+1,7)1,5 (+0,2)0,9 (−0,6)5,9 (+3,6) GrüneCDUSPDAfDFDPLinkePARTEITierschutzPiratenSonst.2014  2019  | Europawahl 2019 – ThüringenWahlbeteiligung: 61,5 % 403020100 24,7 (−7,1)22,5 (+15,1)13,8 (−8,7)11,0 (−7,4)8,6 (+3,6)4,4 (+2,3)2,4 (+0,6)2,4 (+1,7)1,5 (−0,2)8,5 (+1,0) CDUAfDLinkeSPDGrüneFDPFWPARTEIFamilieSonst.2014  2019                         |

| Baden-Württemberg      | 30,8 | 13,3 | 23,3 | 03,1 | 10,0 | 6,8 | 12,7 |
| Bayern                 | 40,7 | 09,3 | 19,1 | 02,4 | 08,5 | 3,4 | 16,6 |
| Berlin                 | 15,2 | 14,0 | 27,8 | 11,9 | 09,9 | 4,7 | 16,5 |
| Brandenburg            | 18,0 | 17,2 | 12,3 | 12,3 | 19,9 | 4,4 | 15,9 |
| Bremen                 | 21,8 | 24,5 | 22,7 | 07,9 | 07,7 | 4,7 | 10,7 |
| Hamburg                | 17,7 | 19,8 | 31,2 | 07,0 | 06,5 | 5,6 | 12,2 |
| Hessen                 | 25,8 | 18,4 | 23,4 | 04,4 | 09,9 | 6,4 | 11,7 |
| Mecklenburg-Vorpommern | 24,5 | 15,6 | 10,8 | 13,9 | 17,7 | 3,9 | 13,6 |
| Niedersachsen          | 29,9 | 20,9 | 22,6 | 03,8 | 07,9 | 5,0 | 09,9 |
| Nordrhein-Westfalen    | 27,9 | 19,2 | 23,2 | 04,2 | 08,5 | 6,7 | 10,3 |
| Rheinland-Pfalz        | 31,3 | 21,3 | 16,7 | 03,1 | 09,8 | 5,8 | 12,0 |
| Saarland               | 32,5 | 23,1 | 13,2 | 06,0 | 09,6 | 3,7 | 11,9 |
| Sachsen                | 23,0 | 08,6 | 10,3 | 11,7 | 25,3 | 4,7 | 16,4 |
| Sachsen-Anhalt         | 23,2 | 12,5 | 09,2 | 14,4 | 20,4 | 4,9 | 15,4 |
| Schleswig-Holstein     | 26,2 | 17,1 | 29,1 | 03,7 | 07,4 | 5,9 | 10,6 |
| Thüringen              | 24,7 | 11,0 | 08,6 | 13,8 | 22,5 | 4,4 | 15,0 |

### Fraktionen im Europäischen Parlament
| Fraktion | Fraktion                                               | Mandate | % Mandate | +/- | Partei                             | Partei                                      | Mandate |
| -------- | ------------------------------------------------------ | ------- | --------- | --- | ---------------------------------- | ------------------------------------------- | ------- |
|          | Fraktion der Europäischen Volkspartei                  | 29 / 96 | 30,2      | ▼5  |                                    | Christlich Demokratische Union Deutschlands | 23 / 96 |
|          | Fraktion der Europäischen Volkspartei                  | 29 / 96 | 30,2      | ▼5  | Christlich-Soziale Union in Bayern | 6 / 96                                      |         |
|          | Die Grünen/Europäische Freie Allianz                   | 25 / 96 | 26,0      | ▲12 |                                    | Bündnis 90/Die Grünen                       | 21 / 96 |
|          | Die Grünen/Europäische Freie Allianz                   | 25 / 96 | 26,0      | ▲12 | Die PARTEI                         | 1 / 96                                      |         |
|          | Die Grünen/Europäische Freie Allianz                   | 25 / 96 | 26,0      | ▲12 | Ökologisch-Demokratische Partei    | 1 / 96                                      |         |
|          | Die Grünen/Europäische Freie Allianz                   | 25 / 96 | 26,0      | ▲12 | Volt Deutschland                   | 1 / 96                                      |         |
|          | Die Grünen/Europäische Freie Allianz                   | 25 / 96 | 26,0      | ▲12 | Piratenpartei Deutschland          | 1 / 96                                      |         |
|          | Fraktion der Progressiven Allianz der Sozialdemokraten | 16 / 96 | 16,7      | ▼11 |                                    | Sozialdemokratische Partei Deutschlands     | 16 / 96 |
|          | Fraktion Identität und Demokratie                      | 11 / 96 | 11,5      | neu |                                    | Alternative für Deutschland                 | 11 / 96 |
|          | Renew Europe                                           | 7 / 96  | 7,3       | ▲3  |                                    | Freie Demokratische Partei                  | 5 / 96  |
|          | Renew Europe                                           | 7 / 96  | 7,3       | ▲3  | Freie Wähler                       | 2 / 96                                      |         |
|          | Die Linke im Europäischen Parlament – GUE/NGL          | 6 / 96  | 6,2       | ▼2  |                                    | Die Linke                                   | 5 / 96  |
|          | Die Linke im Europäischen Parlament – GUE/NGL          | 6 / 96  | 6,2       | ▼2  | Partei Mensch Umwelt Tierschutz    | 1 / 96                                      |         |
|          | Europäische Konservative und Reformer                  | 1 / 96  | 1,0       | ▼5  |                                    | Familien-Partei Deutschlands                | 1 / 96  |
|          | Fraktionslose                                          | 1 / 96  | 1,0       | ▼1  |                                    | Unabhängig (Die PARTEI)                     | 1 / 96  |